# Xã New Maine, Quận Marshall, Minnesota
Xã New Maine (tiếng Anh: New Maine Township) là một xã thuộc quận Marshall, tiểu bang Minnesota, Hoa Kỳ. Năm 2010, dân số của xã này là 199 người.